# Ernst Georg Ravenstein
Ernst Georg Ravenstein (Frankfurt del Main, 3 de desembre de 1834 - Hofheim am Taunus, 13 de març de 1913) va ser un geògraf i cartògraf anglès d'origen alemany.

## Biografia
Ernst Georg Ravenstein va néixer en Frankfurt del Main, Alemanya. Quan tenia 18 anys es va fer alumne d'August Heinrich Petermann, fundador de la famosa revista científica de geografia Petermanns Geographische Mitteilungen. Després de marxar a Anglaterra, va treballar durant 20 anys (1855-75) en el Departament de Topografia de la Secretaria de Guerra (The War Office). Va estar durant molt temps en els directoris de la Royal Statistical Society i de la Royal Geographical Society i va ser professor de Geografia en el Bedford College, el 1882 i 1883. Va ser el primer a rebre la medalla d'or de la Reina Victoria de la Royal Geographic Society (1902).
El seu Atles Sistemàtic (Systematic Atles) de 1884 va posar en la pràctica moltes de les útils idees de l'autor sobre els mètodes per ensenyar cartografia. El seu Mapa de l'Àfrica Equatorial (1884) va ser el mapa més destacat d'aquesta part del continent africà que s'havia fet fins a aquesta data.
Ravenstein també va escriure diversos llibres i articles de geografia, d'estadística i demografia, així com nombroses obres de cartografia. Entre les seves obres es poden citar:
- The Russians on the Amur (1861) (El text complet en anglès pot ser consultat a Google Books).
- Handy volume Atlas (1895; setena edició, 1907)
- The New Census Physical, Pictorial, and Descriptive Atlas of the World (1911)

## Patrons migratoris

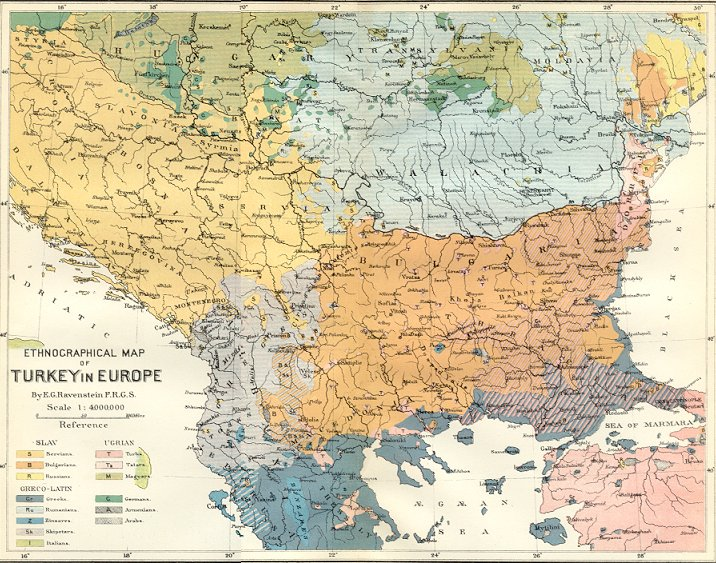
Mapa etnogràfic de Turquia a Europa per Ernst Ravenstein.

E. G. Ravenstein va ser el demògraf que primer va parlar de les «lleis» de les migracions en analitzar des del punt de vista estadístic, els llocs de residència de la població anglesa de dos censos consecutius, a la fi del segle xix.
Evidentment parlar de lleis en una anàlisi demogràfica sembla una cosa massa taxativa, i per això s'indica el terme entre cometes. Aquestes lleis serien doncs, una espècie d'estructures o patrons, és a dir, trets o característiques que poden observar-se mitjançant la comparació de les dades demogràfiques en els quals es reflecteixen els canvis espacials de la població.
Les seves conclusions, que s'apliquen en la seva major part a l'èxode rural, van ser les següents:
- la majoria dels migrants procedeix d'una curta distància;
- les dones emigren en major nombre que els homes;
- quan la distància és molt gran, predomina el sexe masculí.
- els emigrants del medi rural es dirigeixen, quan realitzen llargs desplaçaments, únicament a les ciutats més grans;
- si la distància és bastant gran, té lloc una espècie de migració per etapes, en la qual els llocs deixats vacants en emigrar, poden ser ocupats per migrants d'àrees més allunyades. La migració per etapes sol dirigir-se a centres poblats progressivament majors;
- els corrents migratoris principals generen uns corrents secundaris que solen ser compensatoris, de menors proporcions i en sentit invers.
- en l'èxode rural predomina la població jove (adolescents i adults joves);
- els nascuts a les ciutats són menys migrants que els nascuts en el medi rural.